# Future Rapid Effect System
Das Future Rapid Effect System (FRES) hat die Entwicklung einer modularen Fahrzeugplattform für die British Army zum Ziel, welche langfristig die CVR(T)-Familie ersetzen soll. Ursprünglich war das Programm in die Radvariante FRES UV (Utility Vehicle) und die Kettenvariante FRES SV (Specialist Vehicle) aufgeteilt; beide waren dafür konzipiert, in der C-130 luftverladbar zu sein. Aufgrund der Erfahrungen im Irak und Afghanistan wurde diesem Ansatz aber eine zu geringe Überlebensfähigkeit zugesprochen, so dass nun die Luftverladbarkeit im A400M und der C-17 angestrebt wird. Die Radvariante fiel Budgetkürzungen zum Opfer.

## Geschichte

### Die CVR(T)-Familie

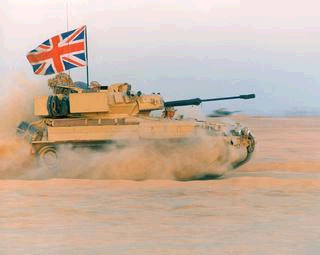
Das FV107 Scimitar sollte durch das TRACER ersetzt werden, aktuell ist der FRES Scout als Nachfolger bestimmt.

Anfang der sechziger Jahre war absehbar, dass sich Großbritannien in seinen Überseegebieten keine großen Garnisonen vor Ort leisten könne. Als Reaktion darauf wurde eine neue Strategie beschlossen: Kern des Konzeptes war, dass luftbewegliche Truppen von europäischen Basen in die Kriegs- und Krisengebiete eingeflogen werden sollten. Zur Unterstützung der Truppen sollte ein Kampffahrzeug entwickelt werden, das zur Feuerunterstützung und Panzerabwehr eingesetzt werden sollte, sowie den Alvis Saladin ersetzen musste. Das Fahrzeug sollte mit einer 76- oder 105-mm-Kanone ausgerüstet sein, wobei die Panzerabwehrversion das Swingfire-Raketensystem verwenden sollte. Um das Gewicht zu reduzieren, wurde die Panzerung aus Aluminium gebaut, welche auch einen besseren gewichtsbezogenen Schutz vor Artilleriesplittern lieferte als eine Stahlpanzerung. Um luftverladbar zu sein, musste das Fahrzeug flacher als 2500 mm und schmaler als 2100 mm sein. Da gleichzeitig ein Bodendruck von 5 psi (0,34 bar) erreicht werden sollte, mussten die Ketten 450 mm breit sein. Nun blieb für den Motor nur eine Breite von 600 Millimetern übrig und so musste ein Benzinmotor von Jaguar eingebaut werden. 1967 wurde Alvis mit dem Bau von 30 Prototypen beauftragt. Der erste wurde am 23. Januar 1969 innerhalb des Zeit- und Budgetrahmens fertiggestellt und in Norwegen, Australien, Kanada und Abu Dhabi getestet. Im Januar 1972 wurden schließlich die ersten Combat Vehicle Reconnaissance (Tracked) in der Ausführung Scorpion an die British Army ausgeliefert. Weitere Varianten auf Basis des Fahrgestells folgten. Alle tragen Namen, welche mit „S“ beginnen, und wiegen etwa 8 Tonnen: Scorpion (76-mm-Feuerunterstützung), Striker (Panzerjäger), Spartan (Transportpanzer), Samaritan (Sanitätspanzer), Sultan (Führungspanzer), Samson (Bergepanzer) und Scimitar (Späh- und Begleitpanzer mit RARDEN). Die Stormer Flarak- und Minenlegepanzer basieren auf einen modifizierten Fahrgestell.
Während des Falklandkrieges bewährten sich die Fahrzeuge auch auf sumpfigem Untergrund aufgrund ihres niedrigen Bodendruckes gut. Nachdem die Argentinier ihre 20 Amtracs direkt nach der Invasion wieder auf das Festland verlegten, waren die 12 AML-90 die einzigen argentinischen Panzer auf der Insel. Bei der Landung in der San-Carlos-Bucht sicherten Scimitar-Panzer den Brückenkopf und schossen mit ihren Fliegerabwehr-MGs auf Tiefflieger der argentinischen Luftwaffe. Beim folgenden Vorstoß nach Osten unterstützen die Scorpion-Panzer die eigenen Truppen mit 76-mm-Quetschkopfgranaten, und einer Taktik die „zapping“ genannt wurde. Dabei wurden (vermutete) argentinische Stellungen mit Bordmaschinengewehren beschossen. Sobald die Argentinier das Feuer erwiderten und somit ihre Position verrieten, wurden sie durch die Hauptwaffen der Scorpion- und Scimitar-Panzer angegriffen. Beim Vorstoß fuhr ein Scimitar auf eine Mine, konnte aber als Außenlast eines Chinook zur nächsten Reparaturstelle geflogen und instand gesetzt werden. Die einzigen Panzergefechte gab es in der Schlacht um Wireless Ridge, als die Argentinier mit den AML-90 auf Scorpion- und Scimitar-Panzer trafen, wobei es jedoch zu keinem Abschuss kam.

### TRACER

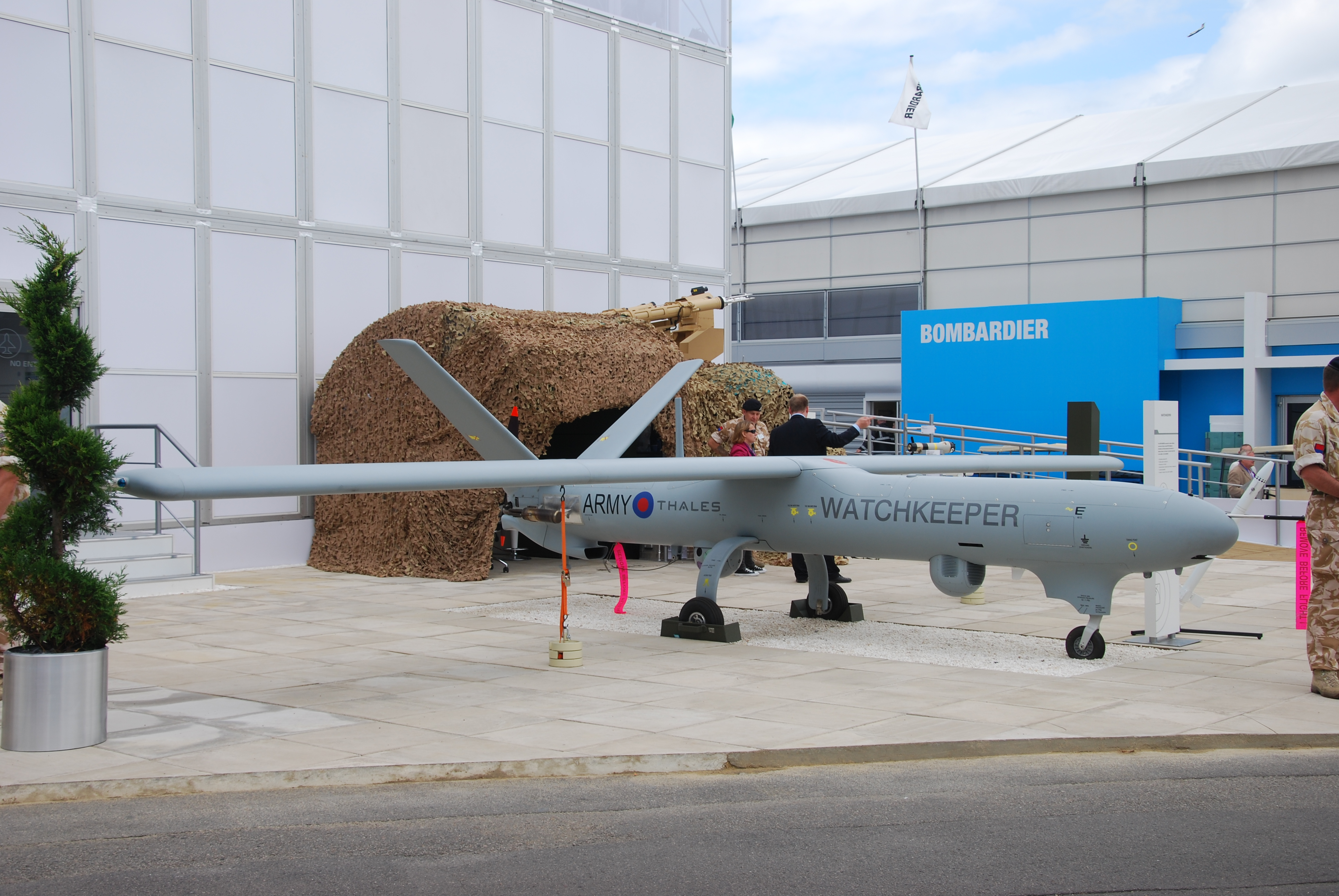
Watchkeeper kann mit optischen, infraroten und Radarsensoren bestückt werden

Am 7. Juli 1998 wurde ein Memorandum of Understanding (MOU) zwischen den Vereinigten Staaten und Großbritannien unterzeichnet, um einen gemeinsamen Spähpanzer zu entwickeln. Das Fahrzeug wurde in den USA als Future Scout and Cavalry System (FSCS) bezeichnet, bei den Briten wurde es als Tactical Reconnaissance Armoured Combat Equipment Requirement (TRACER) geführt. Das Fahrzeug sollte die Aufgaben eines Spähpanzers mit denen eines vorgeschobenen Beobachters kombinieren, und mit einer Reihe neuer Technologien ausgestattet werden, zum Beispiel:
- Elektrischer Antrieb als Serieller Hybrid mit Lithium-Ionen-Akkumulator mit der Möglichkeit 6–10 km rein elektrisch zu fahren, bei 650 km Gesamtreichweite auf der Straße.
- Elektromotoren mit insgesamt 500 kW bei einem Fahrzeuggewicht von 19 t, was zu einem Leistungsgewicht von 26 kW/t (35 PS/t) führte.
- Gleisketten aus Gummi statt Stahl für eine Höchstgeschwindigkeit von 90 km/h und eine Beschleunigung von 0 auf 50 km/h in 9 Sekunden.
- Die Verwendung von Micro Air Vehicles mit beschränkter Reichweite (10 Kilometer oder weniger) und Ausdauer (etwa 15 Minuten), um einen Blick „in das nächste Tal“ werfen zu können, bevor ein Roboter oder das FSCS/TRACER hineinfährt.
- Unbemannter Turm für das 40 mm Cased Telescoped Weapon System, welches luftzündende Granaten oder Unterkalibermunition verschießt.
- Verwendung von Leichtbautechnik: So wurde von QinetiQ beim Advanced Composites Armoured Vehicle Platform (ACAVP) Technologiedemonstrator die Fahrzeugwanne aus glasfaserverstärktem Kunststoff gefertigt.
- Die Verwendung von Laser-, Radar- und Raketenwarnern, sowie das Einleiten von Abwehrmaßnahmen zur Treffervermeidung (Softkill-System)
- Automatische Zielsuche und -erkennung, um das Situationsbewusstsein der Besatzung zu verbessern. Das System bestand aus einem Infrarotsensor, einem Millimeterwellenradar mit Moving Target Indication, einer optischen Kamera und einem Mehrzwecklaser, welcher für Entfernungsmessung, Zielbeleuchtung und Abtastung verwendet werden sollte. Die Daten sollten dann von einem Computersystem ausgewertet werden, um Ziele zu entdecken.
- Die Multifunction Staring Sensor Suite (MFS3) sollte Infrarotkameras, Mikrofone und Mehrzwecklaser zur Zielidentifizierung, Luftraumüberwachung und als Firefinder kombinieren. Die Mikrofone sollten die Entdeckung und Identifizierung von Zielen ermöglichen, und die Ortung von Mörsern und Scharfschützen ermöglichen.
- Die Unterbringung der drei Besatzungsmitglieder in der Wanne, wo sie an Arbeitsplatzsystemen den Panzer über Winkelspiegel sowie Außenkameras und Flachbildschirme steuern, bzw. jede andere Information auf den Bildschirmen angezeigt werden kann.
- Die Verwendung eines Sensormastes, welcher in bis zu fünf Metern Höhe ausgefahren werden kann.

Großbritannien plante als Ergänzung noch eine luftgestützte Aufklärungskomponente, welche später als Watchkeeper entwickelt und in Dienst gestellt wurde. Im Januar 1999 wurde zwei Industriekonsortien der Entwicklungsauftrag erteilt, namentlich SIKA International (British Aerospace, Lockheed Martin, Vickers Defence and General Dynamics) und LANCER (Marconi, Alvis, United Defence and Raytheon). Nachdem bereits beide Prototypen fertiggestellt waren und getestet wurden, wurde im Jahr 2001 die Einstellung des FSCS/TRACER-Programms beschlossen. Die Technologien sollten in die Nachfolgesysteme Future Combat Systems (FCS) und Future Rapid Effect System (FRES) einfließen, welche als Fahrzeugfamilien geplant waren. Das FSCS/TRACER-Programm lief dann tatsächlich aus und wurde nach der abschließenden Beurteilung (assessment phase) im Juli 2002 eingestellt.

### Entwicklung der Fahrzeuge

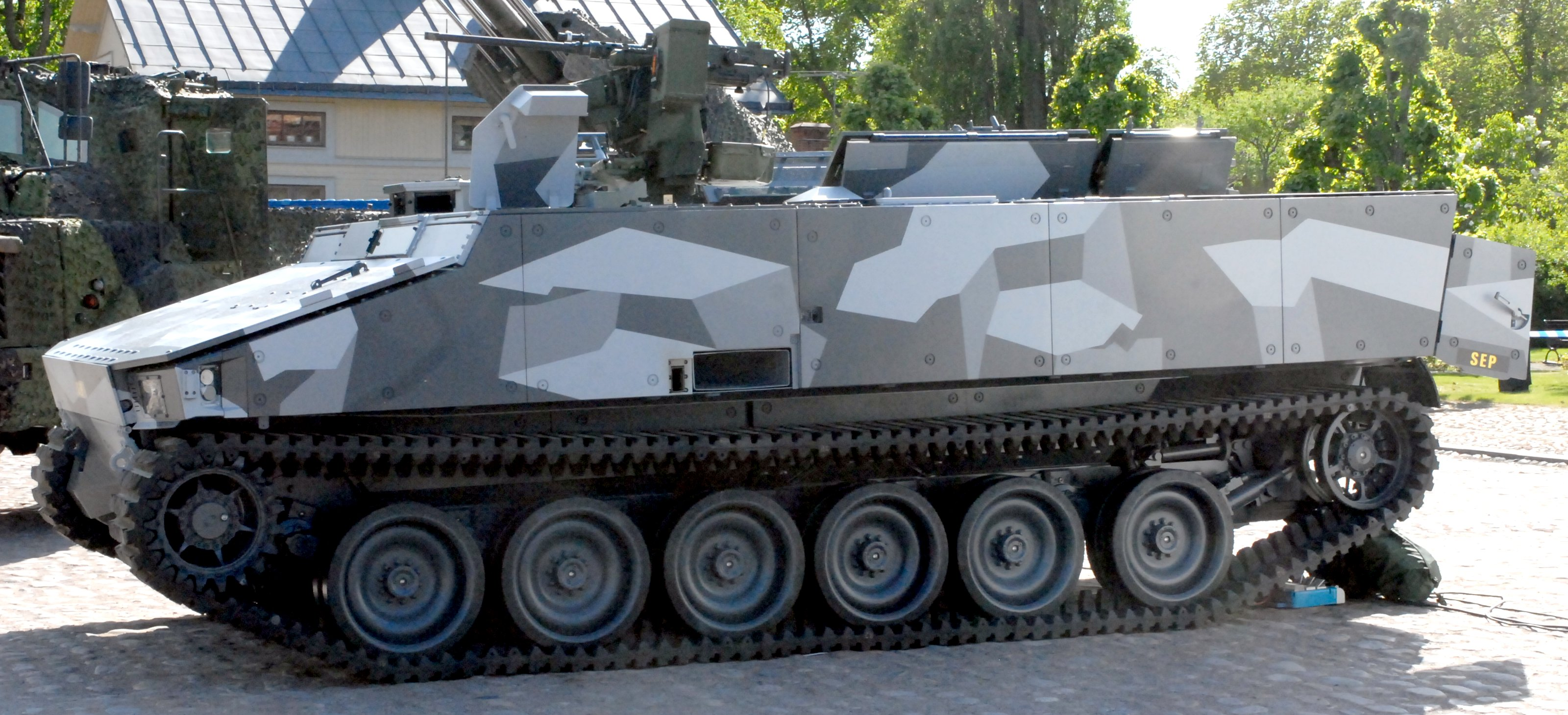
Hägglunds SEP als Kettenfahrzeug

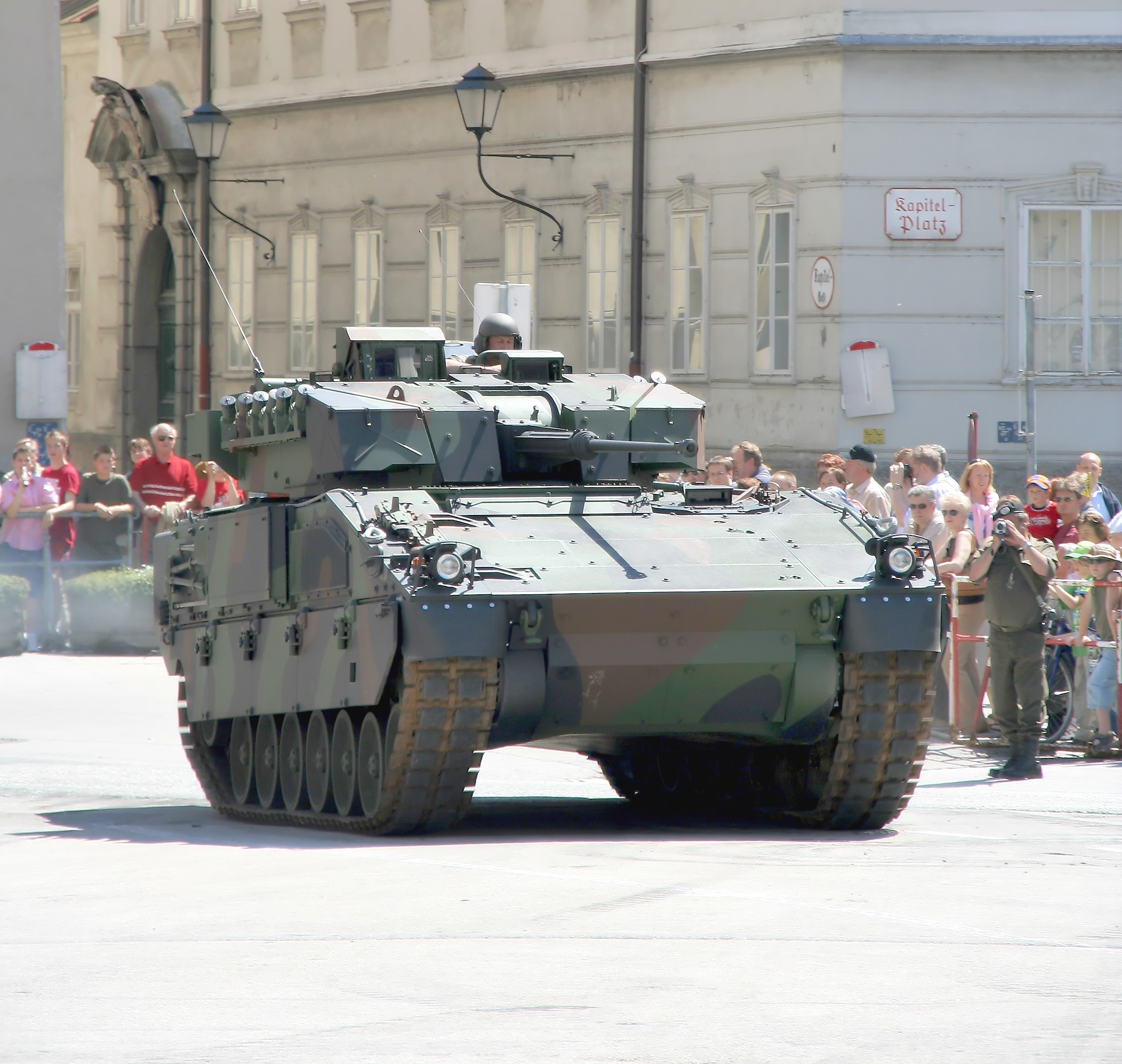
Das ASCOD dient als Ausgangspunkt der FRES-Entwicklung

Sowohl bei den Manned Ground Vehicles (MGV) als auch beim Future Rapid Effect System (FRES) sollten alle Fahrzeuge der Familie mit einer C-130 an den Einsatzort transportiert werden können, was ein Fahrzeuggewicht von etwa 20 Tonnen ohne Zusatzpanzerung und sehr kompakte Abmessungen erforderte. Der Schutz der Plattformen sollte durch gesteigertes Situationsbewusstsein und abstandsaktive Schutzmaßnahmen verwirklicht werden. Aus diesem Grund stieg Großbritannien auch aus dem GTK Boxer-Programm aus. Die Fahrzeuge des Future Rapid Effect System sollten dabei in erster Linie die veraltete CVR(T)-Familie ersetzen. Die ursprünglichen Planungen sahen zwei Plattformen vor: Eine 8×8 Radvariante FRES UV und die Kettenvariante FRES SV. Auf die Anforderungen hin entwickelte BAE Systems die Splitterskyddad Enhetsplattform, welche sowohl die 8×8 Radvariante FRES UV als auch die Kettenvariante abdecken sollte.
Aufgrund der Erfahrungen im Irak und Afghanistan wurde einem 20–30 Tonnen schweren Fahrzeug aber eine zu geringe Überlebensfähigkeit zugesprochen, so dass die Luftverladbarkeit in der C-130 fallen gelassen wurde. Dem fielen auch das innovative Bedienkonzept sowie der elektrische Antrieb zum Opfer. Im Juni 2007 wurden schließlich drei Fahrzeuge untersucht, welche in modifizierter Form als FRES UV in Dienst gehen sollten:
- Der GTK Boxer, in dessen Entwicklung Großbritannien bereits £57 Millionen investiert hatte, bevor es ausstieg.
- Piranha V von General Dynamics UK, welcher nur auf dem Papier existierte. Für die Testfahrten wurde ein Piranha IV verwendet.
- Das Véhicule Blindé de Combat d’Infanterie von Nexter, welches langfristig ebenfalls mit der 40-mm-CTA-Kanone ausgerüstet werden soll.

Am 8. Mai 2008 wurde schließlich der Piranha V zum Sieger erklärt. Allerdings fand keine Vertragsunterzeichnung statt: Es folgte eine Restrukturierung des Programmes, ein weiteres Strategic Defence Review und schließlich fiel die Radvariante Budgetkürzungen zum Opfer. Daraufhin wurden die Bemühungen auf die Kettenvariante FRES SV gelegt. Im Juli 2009 wurden zwei Plattformen untersucht, auf dessen Basis das FRES SV verwirklicht werden sollte:
- Die Combat Vehicle 90 Familie wurde von BAE Systems beworben, mit einer Laufrolle pro Seite weniger und einer kürzeren Wanne.
- General Dynamics bot mit dem ASCOD 2 eine schwerere Variante der österreichisch-spanischen Gemeinschaftsentwicklung an.

Am 22. März 2010 wurde General Dynamics UK mit dem Bau des FRES SV beauftragt. Der Vertrag zur Entwicklung und dem Bau von sieben Prototypen – drei Scouts, ein Reparaturpanzer, ein Bergepanzer, ein Mannschaftstransportpanzer und eine Common Base Platform (CBP) für Fahrversuche – wurde am 1. Juli 2010 unterschrieben. Erste Tests sollen 2013 beginnen. Da das ASCOD 2 eine neue Wanne verwendet, testete General Dynamics bereits im Februar 2010 den Minenschutz. Im Juni 2011 wurde der Turmprototyp des FRES Scout, welcher von Rheinmetall in Gersthofen gefertigt wurde, auf eine ASCOD 1 Wanne aus Simmering gesetzt und Schussversuche mit der 40-mm-CTA-Kanone durchgeführt. Das Programm lag zu diesem Zeitpunkt fünf Monate vor dem Zeitplan. Am 11. Juni 2012 wurde schließlich die erste Wanne fertiggestellt, und in Wien der Öffentlichkeit vorgestellt. Das Fahrzeug, welches als Mobile Test Rig (MTR) bezeichnet wird, soll die Zuverlässigkeit der Komponenten erproben. Die weiteren sechs Fahrzeuge sollen in naher Zukunft folgen, und auch für Umwelttests verwendet werden.

## Common Base Platform
Die Common Base Platform (CBP) ist die Wanne des FRES und bei allen Fahrzeugvarianten gleich. Die Wanne erfüllt die Anforderungen der British Army bezüglich des ballistischen Schutzes und der Minensicherheit, welche laut General Dynamics auf dem Niveau des Mastiff liegen soll (etwa 8 kg TNT unter Wanne). Das Fahrzeug besitzt sieben Laufrollen pro Seite und verwendet eine konventionelle Drehstabfederung mit hydraulischen Dämpfern und Endanschlägen. Als Gleiskette soll die DST 1028 des Warrior/Marder, oder die DLT 464 des Schützenpanzers Puma verwendet werden. Beide sind von Diehl entwickelt und werden von Cook Defence Systems in Großbritannien in Lizenz gefertigt. Das Lenkschaltgetriebe HSWL 256B mit elektrohydraulischer adaptiver Steuerung von Renk ist quer vor dem Fahrer eingebaut und wird ebenfalls vom Schützenpanzer Puma übernommen. Der Dieselmotor MTU 8V199 leistet mit 8 Zylindern 600 kW (816 PS) und verleiht dem Fahrzeug eine für britische Verhältnisse ausreichende Mobilität. Das Triebwerk befindet sich rechts vom Fahrer, das Lenkschaltgetriebe ist quer vor ihm eingebaut. Die Vetronic soll aus einem Bussystem mit Plug-and-Play-Eigenschaften bestehen, welche dem Vetronics Infrastructure for Video Over Ethernet (VIVOE) Standard der Britischen Streitkräfte entspricht. Als Betriebssystem für alle vier missionskritischen Computer wurde INTEGRITY RTOS von Green Hills Software ausgewählt, welches auf Mehrkernprozessoren vom Typ Intel Core i5 und Core i7 laufen wird. Die Architektur unterstützt alle kritischen Subsysteme wie Fahrerkontrollen, Verteidigungs- und Navigationssysteme, Freund-Feind-Erkennung und Displays. Das Gewichtslimit der CBP beträgt 42 Tonnen.

## Versionen

### Scout
Die Scout-Version ist nach den Vorstellungen des TRACER-Programmes konzipiert und soll die Aufgaben eines Spähpanzers mit denen eines vorgeschobenen Beobachters kombinieren. Das Fahrzeug soll mit der 40-mm-CTA-Kanone des TRACER ausgerüstet werden, welche in einem modifizierten Lance-Turm von Rheinmetall eingebaut ist. Dieser ist bemannt und besitzt einen Drehkranzdurchmesser von 1,7 m. Die Integration der Turmsysteme übernimmt Lockheed Martin UK. Die Sichtsysteme für Kommandant und Schütze werden von Thales geliefert. Das Sichtsystem des Kommandanten basiert auf dem Thales Orion, deckt 360° ab und besitzt ein eingebautes Wärmebildgerät im Megapixel-Bereich. Durch die Wide Area Search And Detect (WASAD) Fähigkeit sollen Ziele automatisch anhand ihrer Wärmeabstrahlung entdeckt und verfolgt, sowie die Besatzung gewarnt werden. Das Sichtsystem enthält noch 2 HDTV-Farbkameras für großräumige Überwachung oder genaue Identifizierung. Das Sichtsystem kann auch mit einem Laserzielbeleuchter aufgerüstet werden, um lasergelenkte Munition in Ziele zu lenken. Das Sichtsystem des Schützen soll aus einer Farbkamera und einem optischen Kanal bestehen. Beide vollstabilisierten Systeme machen den Scout Hunter/Killer-fähig. Laut General Dynamics soll das Fahrzeug Ziele auch akustisch orten können. Die Daten werden über ein Ethernet mit 20 Gb/s übertragen. In Massenspeichern mit einer Kapazität von 6 Terabyte können Daten (Bilder, Filme) gelagert werden. Die Informationen können auch an andere Einheiten auf dem Gefechtsfeld in Echtzeit gesendet werden. Das Scout ist mit einem Hilfstriebwerk ausgestattet, um die Ausdauer in der Stellung zu erhöhen. Das Zielgewicht liegt bei 34 Tonnen.

### Protected Mobility
Mannschaftstransportpanzer für die Infanterie, ähnlich dem Namer. Soll mit einer fernbedienbaren Waffenstation ausgerüstet werden und 8 Soldaten im Heck transportieren. Ist als Ersatz für die FV103 Spartan gedacht.

### Repair/Recovery
Soll als Bergepanzer die FV106 Samson ersetzen. Die genaue Ausstattung ist noch nicht bekannt.